# (473066) 2015 HC94
(473066) 2015 HC94 es un asteroide perteneciente al cinturón de asteroides, descubierto el 15 de junio de 2007 por el equipo del Spacewatch desde el Observatorio Nacional de Kitt Peak, Arizona, Estados Unidos.

## Designación y nombre
Designado provisionalmente como 2015 HC94.

## Características orbitales
2015 HC94 está situado a una distancia media del Sol de 2,668 ua, pudiendo alejarse hasta 2,873 ua y acercarse hasta 2,464 ua. Su excentricidad es 0,076 y la inclinación orbital 5,617 grados. Emplea 1592 días en completar una órbita alrededor del Sol.

## Características físicas
La magnitud absoluta de 2015 HC94 es 16,4.